# ビャーネ・エン
ビャーネ・エン(ノルウェー語: Bjarne Øen、1898年11月6日 - 1994年9月20日)は、ノルウェーの軍人。第二次世界大戦中はカナダやイギリスでノルウェー空軍設立のため尽力した。
1947年に大戦時の貢献により聖オーラヴ勲章を受章。1958年から1959年までNATO軍事委員会議長を、1957年から1963年までノルウェー国軍参謀長を務めた。